# Giải thưởng phim truyền hình SBS
Giải thưởng phim truyền hình SBS (tiếng Hàn: SBS 연기대상; Romaja: SBS Yeon-gi Daesang, tiếng Anh: SBS Drama Awards), còn được gọi là SBS Awards Festival (SAF), là lễ trao giải thưởng hằng năm được tổ chức bởi Seoul Broadcasting System (SBS) dành cho những người đã đạt những thành tựu trong phim truyền hình Hàn Quốc được phát sóng trên kênh này. Nó được tổ chức vào ngày 31 tháng 12 hằng năm. Giải thưởng cao nhất của lễ trao giải là "Giải Daesang" (tiếng Hàn: 대상; Romaja: Daesang), được trao cho nam hoặc nữ diễn viên xuất sắc nhất của năm.

## Giải Daesang
| Lần | Năm  | Người chiến thắng            | Phim                         | Tham khảo     |
| --- | ---- | ---------------------------- | ---------------------------- | ------------- |
| 1   | 1993 | Lee Mi-sook                  | How's Your Husband?          |               |
| 2   | 1994 | Choi Myung-gil               | Marriage                     |               |
| 3   | 1995 | Choi Min-soo                 | Sandglass                    |               |
| 4   | 1996 | Park Geun-hyung              | The Brothers' River          |               |
| 5   | 1997 | Kim Hee-sun                  | Mister Q                     |               |
| 6   | 1998 | Shim Eun-ha                  | Trap of Youth                |               |
| 7   | 1999 | Go Doo-shim                  | Virtue                       |               |
| 8   | 2000 | Kang Soo-yeon, Jeon In-hwa   | Ladies of the Palace         |               |
| 9   | 2001 | Ahn Jae-mo                   | Rustic Period                |               |
| 10  | 2002 | Lee Byung-hun                | All In                       |               |
| 11  | 2003 | Park Shin-yang, Kim Jung-eun | Lovers in Paris              |               |
| 12  | 2004 | Jeon Do-yeon                 | Người tình Praha             |               |
| 13  | 2005 | Han Hye-sook                 | Thiên đường tình yêu         | [ 1 ]         |
| 14  | 2006 | Park Shin-yang               | Cuộc chiến kim tiền          | [ 2 ]         |
| 15  | 2007 | Kim Hee-ae                   | Người tình của chồng tôi     | [ 2 ]         |
| 16  | 2008 | Moon Geun-young              | Họa sĩ gió                   | [ 3 ]         |
| 17  | 2009 | Jang Seo-hee                 | Temptation of Wife           | [ 4 ]         |
| 18  | 2010 | Go Hyun Jung                 | Daemul                       | [ 5 ]         |
| 19  | 2011 | Han Suk-kyu                  | Deep Rooted Tree             | [ 6 ]         |
| 20  | 2012 | Son Hyun-joo                 | The Chaser                   | [ 7 ]         |
| 21  | 2013 | Lee Bo-young                 | I Can Hear Your Voice        | [ 8 ]         |
| 22  | 2014 | Jun Ji-hyun                  | My Love from the Star        | [ 9 ]         |
| 23  | 2015 | Joo Won                      | Yong-pal                     | [ 10 ]        |
| 24  | 2016 | Han Suk-kyu                  | Romantic Doctor, Teacher Kim | [ 11 ]        |
| 25  | 2017 | Ji Sung                      | Defendant                    | [ 12 ] [ 13 ] |
| 26  | 2018 | Kim Nam-gil                  | Linh mục nhiệt huyết         |               |
| 27  | 2019 | Namkoong Min                 | Đội bóng chày Dreams         |               |
| 29  | 2021 | Kim So-yeon                  | Cuộc chiến thượng lưu        |               |
| 30  | 2022 | Kim Nam-gil                  | Through the Darkness         |               |

## Giải Cống hiến
| Năm  | Người chiến thắng | Phim                                                          |
| ---- | ----------------- | ------------------------------------------------------------- |
| 1996 | Jang Min-ho       |                                                               |
| 1998 | Oh Ji-myeong      | Soonpoong Clinic                                              |
| 2000 | Lee Soon-jae      | I Want to Keep Seeing You, The Aspen Tree                     |
| 2001 | Shin Goo          | Why Can't We Stop Them                                        |
| 2002 | Im Dong-jin       | Dae Bak Family                                                |
| 2003 | Park Won-sook     | Miss Kim's Million Dollar Quest, My 19 Year Old Sister-in-Law |
| 2004 | Im Hyun-sik       | Little Women                                                  |
| 2005 | Kim Mu-saeng      |                                                               |
| 2006 | Lee Kyeong-ho     |                                                               |
| 2007 | Shin Goo          | The King and I                                                |
| 2008 | Moon Young-nam    | First Wives' Club                                             |
| 2009 | Ban Hyo-jung      | Brilliant Legacy                                              |
| 2010 | Park Geun-hyung   | Daemul                                                        |
| 2011 | Kim Young-ok      | Protect the Boss                                              |
| 2012 | Kim Eun-sook      | Phẩm chất quý ông                                             |
| 2013 | Kim Soo-mi        | Incarnation of Money                                          |
| 2014 | Kim Ja-ok         |                                                               |
| 2015 | Lee Deok-hwa      |                                                               |
| 2016 | Jang Yong         | Our Gap-soon                                                  |

## Giải SBS đặc biệt
| Năm  | Người chiến thắng | Phim                       |
| ---- | ----------------- | -------------------------- |
| 2013 | Jo In-sung        | Gió đông năm ấy            |
| 2014 | Lee Jong-suk      | Pinocchio, Doctor Stranger |

## Giải diễn xuất xuất sắc nhất

### Nam diễn viên xuất sắc nhất
| Năm  | Người chiến thắng | Phim                                              |
| ---- | ----------------- | ------------------------------------------------- |
| 1996 | Lee Jung-gil      | Beginning of Happiness                            |
| 1998 | Kim Min-jong      | Mister Q                                          |
| 1999 | Lee Geung-young   | Love Story: Rose, Crystal                         |
| 2000 | Park In-hwan      | Wang Rung's Land                                  |
| 2001 | Cho Jae-hyun      | Piano                                             |
| 2002 | Jang Hyuk         | Great Ambition, Successful Story of a Bright Girl |
| 2003 | Cha In-pyo        | Perfect Love                                      |
| 2004 | Jo In-sung        | Something Happened in Bali                        |
| 2005 | Kim Joo-hyuk      | Lovers in Prague                                  |
| 2006 | Kim Kap-soo       | Yeon Gaesomun                                     |
| 2007 | Jun Kwang-ryul    | The King and I                                    |
| 2008 | Lee Joon-gi       | Iljimae                                           |
| 2009 | So Ji-sub         | Cain and Abel                                     |

### Nữ diễn viên xuất sắc nhất
| Năm  | Người chiến thắng | Phim                       |
| ---- | ----------------- | -------------------------- |
| 1996 | Lee Hwi-hyang     | The Beginning of Happiness |
| 1998 | Lee Young-ae      | Romance                    |
| 1999 | Kim Young-ae      | Waves                      |
| 2000 | Chae Shi-ra       | Cheers for Women           |
| 2001 | Do Ji-won         | Ladies of the Palace       |
| 2002 | Jeon Do-yeon      | Shoot for the Stars        |
| 2003 | Song Hye-kyo      | All In                     |
| 2004 | Ha Ji-won         | Something Happened in Bali |
| 2005 | Kim Mi-sook       | Queen's Conditions         |
| 2006 | Son Ye-jin        | Alone in Love              |
| 2007 | Lee Yo-won        | Surgeon Bong Dal-hee       |
| 2007 | Park Jin-hee      | War of Money               |
| 2008 | Kim Ha-neul       | On Air                     |
| 2008 | Song Yun-ah       | On Air                     |
| 2009 | Kim Mi-sook       | Người thừa kế sáng giá     |

### Nam diễn viên xuất sắc nhất thể loại phim ít tập
| Năm  | Người chiến thắng | Phim                   |
| ---- | ----------------- | ---------------------- |
| 2012 | Lee Min-ho        | Faith                  |
| 2013 | So Ji-sub         | Master's Sun           |
| 2014 | Park Yoochun      | Three Days             |
| 2015 | Park Yoochun      | A Girl Who Sees Smells |
| 2019 | Lee Seung-gi      | Vagabond               |

### Nữ diễn viên xuất sắc nhất thể loại phim ít tập
| Năm  | Người chiến thắng | Phim                   |
| ---- | ----------------- | ---------------------- |
| 2012 | Jung Ryeo-won     | History of a Salaryman |
| 2013 | Song Hye-kyo      | Gió Đông năm ấy        |
| 2014 | Gong Hyo-jin      | Chỉ có thể là yêu      |
| 2015 | Kim Tae-hee       | Thiên tài lang băm     |

### Nam diễn viên xuất sắc nhất thể loại phim truyền hình đặc biệt
| Năm  | Người chiến thắng | Phim                           |
| ---- | ----------------- | ------------------------------ |
| 2010 | Hyun Bin          | Khu vườn bí mật                |
| 2010 | Kwon Sang-woo     | Đại nghiệp                     |
| 2011 | Ji Sung           | Bảo vệ ông chủ                 |
| 2011 | Lee Min-ho        | Thợ săn thành phố              |
| 2012 | So Ji-sub         | Giấu mặt                       |
| 2013 | Lee Min-ho        | Những người thừa kế            |
| 2014 | Kim Soo-hyun      | Vì sao đưa anh tới             |
| 2015 | Yoo Jun-sang      | Heard It Through the Grapevine |
| 2015 | Cho Jae-hyun      | Punch                          |

### Nữ diễn viên xuất sắc nhất thể loại phim truyền hình đặc biệt
| Năm  | Người chiến thắng | Phim             |
| ---- | ----------------- | ---------------- |
| 2010 | Ha Ji-won         | Khu vườn bí mật  |
| 2011 | Choi Kang-hee     | Bảo vệ ông chủ   |
| 2012 | Han Ji-min        | Hoàng tử gác mái |
| 2013 | Lee Yo-won        | Empire of Gold   |
| 2014 | Park Shin-hye     | Pinocchio        |
| 2015 | Choi Myung-gil    | Punch            |

### Nam diễn viên xây dựng kế hoạch diễn xuất đặc biệt trong phim xuất sắc nhất
| Năm  | Người chiến thắng | Phim                     |
| ---- | ----------------- | ------------------------ |
| 2010 | Lee Beom-soo      | Cuộc đời lớn             |
| 2011 | Jang Hyuk         | Midas                    |
| 2011 | Kim Rae-won       | A Thousand Days' Promise |

### Nữ diễn viên xây dựng kế hoạch diễn xuất đặc biệt trong phim xuất sắc nhất
| Năm  | Người chiến thắng | Phim                     |
| ---- | ----------------- | ------------------------ |
| 2010 | Kim Jung-eun      | I Am Legend              |
| 2011 | Soo Ae            | A Thousand Days' Promise |

### Nam diễn viên xuất sắc nhất thể loại phim nhiều tập
| Năm  | Người chiến thắng | Phim                 |
| ---- | ----------------- | -------------------- |
| 2010 | Son Hyun-joo      | Definitely Neighbors |
| 2011 | Lee Dong-wook     | Scent of a Woman     |
| 2012 | Jang Dong-gun     | Phẩm chất quý ông    |
| 2013 | Jun Kwang-ryul    | Passionate Love      |
| 2014 | Lee Je-hoon       | Secret Door          |
| 2015 | Yoo Ah-in         | Lục long tranh bá    |
| 2016 | Jang Keun-suk     | Jackpot              |

### Nữ diễn viên xuất sắc nhất thể loại phim nhiều tập
| Năm  | Người chiến thắng | Phim                  |
| ---- | ----------------- | --------------------- |
| 2010 | Yoo Ho-jeong      | Definitely Neighbors  |
| 2011 | Kim Sun-a         | Scent of a Woman      |
| 2012 | Kim Ha-neul       | Phẩm chất quý ông     |
| 2013 | Nam Sang-mi       | Nữ thần hôn nhân      |
| 2014 | Hwang Jung-eum    | Endless Love          |
| 2015 | Kim Hyun-joo      | I Have a Lover        |
| 2016 | Kim Hae-sook      | Yes, That's How It Is |

### Nam diễn viên xuất sắc nhất thể loại phim kịch tính, giả tưởng
| Năm  | Người chiến thắng | Phim                  |
| ---- | ----------------- | --------------------- |
| 2016 | Kim Rae-won       | Chuyện tình bác sĩ    |
| 2016 | Lee Min-ho        | Huyền thoại biển xanh |

### Nữ diễn viên xuất sắc nhất thể loại phim kịch tính, giả tưởng
| Năm  | Người chiến thắng | Phim               |
| ---- | ----------------- | ------------------ |
| 2016 | Park Shin-hye     | Chuyện tình bác sĩ |

### Nam diễn viên xuất sắc nhất thể loại phim lãng mạn - hài hước
| Năm  | Người chiến thắng | Phim                 |
| ---- | ----------------- | -------------------- |
| 2016 | Jo Jung-suk       | Muôn kiểu ghen tuông |
| 2016 | Namkoong Min      | Beautiful Gong Shim  |

### Nữ diễn viên xuất sắc nhất thể loại phim lãng mạn - hài hước
| Năm  | Người chiến thắng | Phim                 |
| ---- | ----------------- | -------------------- |
| 2016 | Gong Hyo-jin      | Muôn kiểu ghen tuông |

### Nam diễn viên xuất sắc nhất phim phát sóng vào thứ Hai - thứ Ba
| Năm  | Người chiến thắng | Phim             |
| ---- | ----------------- | ---------------- |
| 2017 | Namkoong Min      | Falsify          |
| 2018 | Lee Je-hoon       | Where Stars Land |

### Nữ diễn viên xuất sắc nhất phim phát sóng vào thứ Hai - thứ Ba
| Năm  | Người chiến thắng | Phim                    |
| ---- | ----------------- | ----------------------- |
| 2017 | Lee Bo-young      | Lời thì thầm của tội ác |

### Nam diễn viên xuất sắc nhất phim phát sóng vào thứ Tư - thứ Năm
| Năm  | Người chiến thắng | Phim              |
| ---- | ----------------- | ----------------- |
| 2017 | Lee Jong-suk      | Khi nàng say giấc |

### Nữ diễn viên xuất sắc nhất phim phát sóng vào thứ Tư - thứ Năm
| Năm  | Người chiến thắng | Phim              |
| ---- | ----------------- | ----------------- |
| 2017 | Bae Suzy          | Khi nàng say giấc |

### Nam diễn viên xuất sắc nhất phim phát sóng vào cuối tuần/hằng ngày
| Năm  | Người chiến thắng | Phim            |
| ---- | ----------------- | --------------- |
| 2017 | Son Chang-min     | Band of Sisters |

### Nữ diễn viên xuất sắc nhất phim phát sóng vào cuối tuần/hằng ngày
| Năm  | Người chiến thắng | Phim            |
| ---- | ----------------- | --------------- |
| 2017 | Jang Seo-hee      | Band of Sisters |

## Giải diễn xuất xuất sắc

### Nam diễn viên xuất sắc
| Năm  | Người chiến thắng | Phim                         |
| ---- | ----------------- | ---------------------------- |
| 1996 | Jo Min-ki         | City Men and Women           |
| 1998 | Lee Geung-young   | Romance, Eun-shil            |
| 1999 | Kim Suk-hoon      | Tomato                       |
| 2000 | Kim Sang-joong    | Legends of Love, SWAT Police |
| 2001 | Ahn Jae-mo        | Rustic Period                |
| 2001 | Kim Min-jong      | Guardian Angel               |
| 2001 | Noh Joo-hyun      | Why Can't We Stop Them       |
| 2001 | Sunwoo Jae-duk    | Morning Without Parting      |

### Nữ diễn viên xuất sắc
| Năm  | Người chiến thắng | Phim                                                  |
| ---- | ----------------- | ----------------------------------------------------- |
| 1996 | Kim Nam-joo       | City Men and Women                                    |
| 1998 | Song Yun-ah       | Mister Q, 공포의 눈동자                               |
| 1999 | Yoo Ho-jeong      | Trap of Youth                                         |
| 2000 | Kim Hyun-joo      | Love Story: Insomnia, Manual and Orange Juice, Virtue |
| 2000 | Kang Sung-yeon    | Virtue, Rookie                                        |
| 2001 | Choi Ji-woo       | Beautiful Days                                        |
| 2001 | Kim Mi-sook       | Well Known Woman                                      |
| 2001 | Kim Won-hee       |                                                       |
| 2001 | Song Chae-hwan    | Morning Without Parting, Way of Living: Couple        |

### Nam diễn viên xuất sắc thể loại phim ít tập
| Năm  | Người chiến thắng | Phim                          |
| ---- | ----------------- | ----------------------------- |
| 2006 | Eric Mun          | Invincible Parachute Agent    |
| 2007 | Kim Sang-joong    | My Husband's Woman            |
| 2007 | Yoo Jun-sang      | Catching Up with Gangnam Moms |
| 2012 | Kim Sang-joong    | The Chaser                    |
| 2013 | Lee Jong-suk      | I Can Hear Your Voice         |
| 2014 | Sung Dong-il      | It's Okay, That's Love        |
| 2015 | Park Hyung-sik    | High Society                  |
| 2019 | Lee Sang-yoon     | VIP                           |

### Nữ diễn viên xuất sắc thể loại phim ít tập
| Năm  | Người chiến thắng | Phim                          |
| ---- | ----------------- | ----------------------------- |
| 2006 | Shim Hye-jin      | Please Come Back, Soon-ae     |
| 2007 | Ha Hee-ra         | Catching Up with Gangnam Moms |
| 2012 | Kim Sung-ryung    | The Chaser                    |
| 2013 | Sung Yu-ri        | The Secret of Birth           |
| 2014 | So Yi-hyun        | Three Days                    |
| 2015 | Moon Geun-young   | The Village: Achiara's Secret |
| 2019 | Lee Se-young      | Doctor John                   |

### Nam diễn viên xuất sắc nhất thể loại phim truyền hình đặc biệt
| Năm  | Người chiến thắng | Phim                            |
| ---- | ----------------- | ------------------------------- |
| 2002 | Go Soo            | Age of Innocence                |
| 2003 | Ji Sung           | All In                          |
| 2003 | Joo Jin-mo        | Punch                           |
| 2004 | Ji Jin-hee        | Miss Kim's Million Dollar Quest |
| 2005 | Son Chang-min     | Bad Housewife                   |
| 2008 | Park Yong-ha      | On Air                          |
| 2009 | Cha Seung-won     | City Hall                       |
| 2010 | Lee Seung-gi      | Bạn gái tôi là Hồ ly            |
| 2011 | Jung Gyu-woon     | Sign                            |
| 2012 | Park Yoochun      | Hoàng tử gác mái                |
| 2013 | Sung Dong-il      | Jang Ok-jung, Living by Love    |
| 2014 | Shin Sung-rok     | My Love from the Star           |
| 2015 | Ju Ji-hoon        | Mask                            |
| 2019 | Kim Sung-kyun     | The Fiery Priest                |
| 2020 | Bong Tae-gyu      | Cuộc chiến thượng lưu           |
| 2020 | Yoon Jong-hoon    | Cuộc chiến thượng lưu           |

### Nữ diễn viên xuất sắc nhất thể loại phim truyền hình đặc biệt
| Năm  | Người chiến thắng | Phim                            |
| ---- | ----------------- | ------------------------------- |
| 2002 | Kim Ji-ho         | Affection                       |
| 2003 | Choi Ji-woo       | Stairway to Heaven              |
| 2004 | Kim Hyun-joo      | Miss Kim's Million Dollar Quest |
| 2005 | Lee Da-hae        | Green Rose, My Girl             |
| 2008 | Choi Kang-hee     | My Sweet Seoul                  |
| 2009 | Kim Sun-a         | City Hall                       |
| 2010 | Shin Min-ah       | Bạn gái tôi là Hồ ly            |
| 2011 | Shin Se-kyung     | Deep Rooted Tree                |
| 2012 | Jeong Yu-mi       | Hoàng tử gác mái                |
| 2013 | Park Shin-hye     | Những người thừa kế             |
| 2014 | Han Ye-seul       | Birth of a Beauty               |
| 2015 | Go Ah-sung        | Heard It Through the Grapevine  |
| 2019 | Han Ye-ri         | Hoa lục đậu                     |
| 2020 | Shin Eun-kyung    | Cuộc chiến thượng lưu           |

### Nam diễn viên xây dựng kế hoạch diễn xuất đặc biệt trong phim xuất sắc nhất
| Năm  | Người chiến thắng | Phim                           |
| ---- | ----------------- | ------------------------------ |
| 2002 | Han Jae-suk       | Great Ambition                 |
| 2003 | So Ji-sub         | Thousand Years of Love         |
| 2004 | Lee Dong-gun      | Stained Glass, Lovers in Paris |
| 2005 | Go Soo            | Green Rose                     |
| 2008 | Jang Hyuk         | Canh bạc nghiệt ngã            |
| 2009 | Lee Seung-gi      | Người thừa kế sáng giá         |
| 2009 | Park Si-hoo       | Family's Honor                 |
| 2010 | Jeong Bo-seok     | Cuộc đời lớn                   |
| 2011 | Jun Kwang-ryul    | Chiến binh Baek Dong-soo       |

### Nữ diễn viên xây dựng kế hoạch diễn xuất đặc biệt trong phim xuất sắc nhất
| Năm  | Người chiến thắng | Phim                     |
| ---- | ----------------- | ------------------------ |
| 2002 | Kim Hyun-joo      | Glass Slippers           |
| 2003 | Sung Yu-ri        | Thousand Years of Love   |
| 2004 | Song Yun-ah       | Into the Storm           |
| 2005 | Lee Yo-won        | Fashion 70's             |
| 2008 | Han Ye-seul       | Canh bạc nghiệt ngã      |
| 2009 | Han Hyo-joo       | Người thừa kế sáng giá   |
| 2010 | Park Jin-hee      | Cuộc đời lớn             |
| 2011 | Yoon So-yi        | Chiến binh Baek Dong-soo |

### Nam diễn viên xuất sắc nhất thể loại phim nhiều tập
| Năm  | Người chiến thắng | Phim                      |
| ---- | ----------------- | ------------------------- |
| 2002 | Kim Tae-woo       | That Woman Catches People |
| 2003 | Kim Yeong-cheol   | Rustic Period             |
| 2004 | Lee Soon-jae      | Đất                       |
| 2005 | Yoo Jun-sang      | Đất                       |
| 2006 | Lee Hoon          | Love and Ambition         |
| 2007 | Im Chae-moo       | Cô dâu vàng               |
| 2007 | Oh Man-seok       | The King and I            |
| 2008 | Ahn Nae-sang      | First Wives' Club         |
| 2009 | Byun Woo-min      | Temptation of Wife        |
| 2010 | Song Chang-eui    | Life Is Beautiful         |
| 2011 | Um Ki-joon        | Scent of a Woman          |
| 2012 | Kim Su-ro         | Phẩm chất quý ông         |
| 2013 | Kim Ji-hoon       | Nữ thần hôn nhân          |
| 2014 | Song Chang-eui    | Thrice Married Woman      |
| 2015 | Byun Yo-han       | Lục long tranh bá         |
| 2016 | Yeo Jin-goo       | Jackpot                   |

### Nữ diễn viên xuất sắc nhất thể loại phim nhiều tập
| Năm  | Người chiến thắng | Phim                   |
| ---- | ----------------- | ---------------------- |
| 2002 | Kim Ji-soo        | Like a Flowing River   |
| 2003 | Choi Myung-gil    | South of the Sun       |
| 2004 | Yoo Sun           | Into the Storm         |
| 2005 | Kyeon Mi-ri       | Love and Sympathy      |
| 2006 | Kim Ji-young      | My Lovely Fool         |
| 2007 | Kyeon Mi-ri       | Cô dâu vàng            |
| 2007 | Yoo Sun           | That Woman Is Scary    |
| 2008 | Kim Hye-sun       | First Wives' Club      |
| 2008 | Oh Hyun-kyung     | First Wives' Club      |
| 2009 | Kim Seo-hyung     | Temptation of Wife     |
| 2010 | Kang Sung-yeon    | Wife Returns           |
| 2011 | Lee So-yeon       | My Love By My Side     |
| 2012 | Shin Eun-kyung    | Still You              |
| 2013 | Wang Bit-na       | Two Women's Room       |
| 2014 | Choi Jung-yoon    | Cheongdam-dong Scandal |
| 2015 | Shin Se-kyung     | Lục long tranh bá      |
| 2016 | Kim Ji-young      | Here Comes Love        |

### Nam diễn viên xuất sắc thể loại phim truyền hình
| Năm  | Người chiến thắng | Phim                           |
| ---- | ----------------- | ------------------------------ |
| 2002 | Shin Goo          | You Are My World               |
| 2003 | Kim Young-ho      | Ang-sook                       |
| 2003 | Sung Ji-ru        | Ang-sook                       |
| 2013 | Jung Eun-woo      | Stranger                       |
| 2014 | Lee Deok-hwa      | Wonderful Day in October       |
| 2015 | Lee Han-wi        | My Mother Is a Daughter-In-Law |

### Nữ diễn viên xuất sắc thể loại phim truyền hình
| Năm  | Người chiến thắng | Phim                         |
| ---- | ----------------- | ---------------------------- |
| 2002 | Na Moon-hee       | You Are My World             |
| 2003 | Go Doo-shim       | Dotorimuk (Acorn Jelly)      |
| 2005 | Ha Hee-ra         | My Love Toram                |
| 2013 | Kim Mi-sook       | Case No. 113                 |
| 2014 | Oh Hyun-kyung     | A Mother's Choice            |
| 2015 | Jeon Mi-seon      | The Return of Hwang Geum-bok |

### Nam diễn viên xuất sắc thể loại phim giả tưởng
| Năm  | Người chiến thắng | Phim                 |
| ---- | ----------------- | -------------------- |
| 2016 | Kang Ha-neul      | Người tình ánh trăng |

### Nữ diễn viên xuất sắc thể loại phim giả tưởng
| Năm  | Người chiến thắng | Phim                     |
| ---- | ----------------- | ------------------------ |
| 2016 | Oh Yeon-seo       | Please Come Back, Mister |

### Nam diễn viên xuất sắc thể loại phim kịch tính
| Năm  | Người chiến thắng | Phim                     |
| ---- | ----------------- | ------------------------ |
| 2016 | Yoo Seung-ho      | Remember: War of the Son |
| 2016 | Yoo Yeon-seok     | Người thầy y đức         |

### Nữ diễn viên xuất sắc thể loại phim kịch tính
| Năm  | Người chiến thắng | Phim             |
| ---- | ----------------- | ---------------- |
| 2016 | Seo Hyun-jin      | Người thầy y đức |

### Nam diễn viên xuất sắc nhất thể loại phim lãng mạn - hài hước
| Năm  | Người chiến thắng | Phim        |
| ---- | ----------------- | ----------- |
| 2016 | Kang Min-hyuk     | Entertainer |

### Nữ diễn viên xuất sắc nhất thể loại phim lãng mạn - hài hước
| Năm  | Người chiến thắng | Phim                |
| ---- | ----------------- | ------------------- |
| 2016 | Bang Min-ah       | Beautiful Gong Shim |

### Nam diễn viên xuất sắc nhất phim phát sóng vào thứ Hai - thứ Ba
| Năm  | Người chiến thắng | Phim                    |
| ---- | ----------------- | ----------------------- |
| 2017 | Kwon Yul          | Lời thì thầm của tội ác |

### Nữ diễn viên xuất sắc nhất phim phát sóng vào thứ Hai - thứ Ba
| Năm  | Người chiến thắng | Phim                    |
| ---- | ----------------- | ----------------------- |
| 2017 | Park Se-young     | Lời thì thầm của tội ác |

### Nam diễn viên xuất sắc nhất phim phát sóng vào thứ Tư - thứ Năm
| Năm  | Người chiến thắng | Phim              |
| ---- | ----------------- | ----------------- |
| 2017 | Lee Sang-yeob     | Khi nàng say giấc |

### Nữ diễn viên xuất sắc nhất phim phát sóng vào thứ Tư - thứ Năm
| Năm  | Người chiến thắng | Phim            |
| ---- | ----------------- | --------------- |
| 2017 | Nam Ji-hyun       | Đối tác bất ngờ |

### Nam diễn viên xuất sắc nhất phim phát sóng vào cuối tuần/ hằng ngày
| Năm  | Người chiến thắng | Phim            |
| ---- | ----------------- | --------------- |
| 2017 | Ahn Nae-sang      | Band of Sisters |

### Nữ diễn viên xuất sắc nhất phim phát sóng vào cuối tuần/ hằng ngày
| Năm  | Người chiến thắng | Phim            |
| ---- | ----------------- | --------------- |
| 2017 | Son Yeo-eun       | Band of Sisters |

## Giải diễn viên phụ xuất sắc nhất

### Nam diễn viên phụ xuất sắc nhất
| Năm  | Người chiến thắng | Hạng mục                             | Phim                             |
| ---- | ----------------- | ------------------------------------ | -------------------------------- |
| 1998 | Kwon Hae-hyo      | —                                    | Mister Q, Eun-shil               |
| 1999 | Cho Jae-hyun      | —                                    | Happy Together                   |
| 2000 | Lee Won-jong      | —                                    |                                  |
| 2001 | Choi Jong-hwan    | —                                    | Ladies of the Palace             |
| 2001 | Son Hyun-joo      | —                                    | Pardon                           |
| 2002 | Lee Won-jong      | —                                    | Rustic Period                    |
| 2002 | Park Jun-gyu      | —                                    | Rustic Period                    |
| 2003 | Heo Joon-ho       | —                                    | All In                           |
| 2004 | Ryu Soo-young     | —                                    | Jang Gil-san                     |
| 2005 | Kim Kap-soo       | —                                    | The Land                         |
| 2006 | Gong Hyung-jin    | Phim ít tập                          | Alone in Love                    |
| 2006 | Jeon No-min       | Phim nhiều tập                       | Love and Ambition                |
| 2007 | Lee Won-jong      | Phim nhiều tập                       | Cuộc chiến kim tiền              |
| 2007 | Oh Dae-gyu        | Phim truyền hình đặc biệt            | Love and Hate, First Wives' Club |
| 2008 | Lee Moon-sik      | Phim truyền hình đặc biệt            | Iljimae                          |
| 2008 | Son Hyun-joo      | Xây dựng kế hoạch diễn xuất đặc biệt | Canh bạc nghiệt ngã              |
| 2008 | Lee Han-wi        | Phim nhiều tập                       | Glass Castle                     |
| 2009 | Baek Seung-hyeon  | Phim truyền hình đặc biệt            | Cain and Abel                    |
| 2009 | Kang Seok-woo     | Xây dựng kế hoạch diễn xuất đặc biệt | Smile, You                       |
| 2009 | Choi Jun-yong     | Phim nhiều tập                       | Temptation of Wife               |
| 2010 | Lee Jae-yong      | Phim truyền hình đặc biệt            | Đại nghiệp                       |
| 2010 | Lee Deok-hwa      | Xây dựng kế hoạch diễn xuất đặc biệt | Cuộc đời lớn                     |
| 2010 | Shin Sung-rok     | Phim cuối tuần/ hằng ngày            | Definitely Neighbors             |
| 2017 | Kim Won-hae       | Phim thứ Tư - thứ Năm                | Khi nàng say giấc                |
| 2018 | Im Won-hee        | —                                    | Wok of Love                      |
| 2019 | Go Jun            | —                                    | The Fiery Priest                 |
| 2020 | Kim Joo-hun       | —                                    | Người thầy y đức 2               |
| 2020 | Park Eun-seok     | —                                    | Cuộc chiến thượng lưu            |
| 2021 | Kim Eui-sung      | Mini-Series Genre/Fantasy Drama      | Taxi Driver                      |
| 2021 | Song Won-seok     | Mini-Series Romance/Comedy Drama     | One the Woman                    |
| 2022 | Kang Ki-doong     | Mini-Series Genre/Fantasy Drama      | The First Responders             |
| 2022 | Park Jin-woo      | Mini-Series Romance/Comedy Drama     | One Dollar Lawyer                |

### Nữ diễn viên phụ xuất sắc nhất
| Năm  | Người chiến thắng | Hạng mục                             | Phim                        |
| ---- | ----------------- | ------------------------------------ | --------------------------- |
| 1998 | Kim Eun-jung      | Không có                             | Mister Q, Eun-shil          |
| 2000 | Kim Sung-ryung    | Không có                             | Juliet's Man                |
| 2000 | Lee Mi-young      | Không có                             | Who Are You                 |
| 2001 | Han Young-sook    | Không có                             | Ladies of the Palace        |
| 2002 | Kim Gyu-ri        | Không có                             | Glass Slippers              |
| 2002 | Lee Se-eun        | Không có                             | Rustic Period               |
| 2003 | Kim Jung-hwa      | Không có                             | Into the Sun                |
| 2003 | Yoo Sun           | Không có                             | South of the Sun            |
| 2004 | Shin Yi           | Không có                             | Something Happened in Bali  |
| 2005 | Song Ok-sook      | Không có                             | Fashion 70's                |
| 2006 | Oh Yoon-ah        | Phim ít tập                          | Alone in Love               |
| 2006 | Chu Sang-mi       | Phim nhiều tập                       | Love and Ambition           |
| 2007 | Ha Yoo-mi         | Phim ít tập                          | My Husband's Woman          |
| 2007 | Kim Mi-sook       | Phim ít tập                          | Lobbyist                    |
| 2007 | Lee Se-eun        | Phim nhiều tập                       | Yeon Gaesomun               |
| 2008 | Kim Ja-ok         | Phim truyền hình đặc biệt            | Working Mom                 |
| 2008 | Kim So-yeon       | Xây dựng kế hoạch diễn xuất đặc biệt | Gourmet                     |
| 2008 | Kim Hee-jung      | Phim nhiều tập                       | First Wives' Club           |
| 2009 | Na Young-hee      | Phim truyền hình đặc biệt            | Style                       |
| 2009 | Cha Hwa-yeon      | Xây dựng kế hoạch diễn xuất đặc biệt | Temptation of an Angel      |
| 2009 | Lee Hwi-hyang     | Phim nhiều tập                       | Loving You a Thousand Times |
| 2010 | Lee Soo-kyung     | Phim truyền hình đặc biệt            | Đại nghiệp                  |
| 2010 | Hong Ji-min       | Xây dựng kế hoạch diễn xuất đặc biệt | I Am Legend                 |
| 2010 | Im Ji-eun         | Phim cuối tuần/ hằng ngày            | Three Sisters               |
| 2017 | Park Jin-joo      | Phim thứ Tư - thứ Năm                | Reunited Worlds             |

## Giải diễn xuất đặc biệt

### Nam diễn viên
| Năm  | Người chiến thắng | Hạng mục                             | Phim                           |
| ---- | ----------------- | ------------------------------------ | ------------------------------ |
| 1996 | Moon Oh-jang      | Không có                             |                                |
| 1998 | Lee Nak-hoon      | Không có                             |                                |
| 2011 | Park Yeong-gyu    | Phim truyền hình đặc biệt            | Bảo vệ ông chủ                 |
| 2011 | Yoon Je-moon      | Xây dựng kế hoạch diễn xuất đặc biệt | Midas                          |
| 2011 | Jin Tae-hyun      | Phim dài tập                         | Pure Pumpkin Flower            |
| 2012 | Lee Deok-hwa      | Phim ít tập                          | History of a Salaryman         |
| 2012 | Kwak Do-won       | Phim truyền hình đặc biệt            | Giấu mặt                       |
| 2012 | Kim Min-jong      | Phim dài tập                         | Phẩm chất quý ông              |
| 2012 | Lee Jong-hyuk     | Phim dài tập                         | Phẩm chất quý ông              |
| 2013 | Jung Woong-in     | Phim ít tập                          | Đôi tai ngoại cảm              |
| 2013 | Lee Hyo-jung      | Phim truyền hình đặc biệt            | Jang Ok-jung, Living by Love   |
| 2013 | Jang Hyun-sung    | Phim dài tập                         | Nữ thần hôn nhân               |
| 2014 | Lee Kwang-soo     | Phim ít tập                          | Chỉ có thể là yêu              |
| 2014 | Kim Chang-wan     | Phim truyền hình đặc biệt            | Vì sao đưa anh tới             |
| 2014 | Jung Woong-in     | Phim dài tập                         | Endless Love                   |
| 2015 | Namkoong Min      | Phim ít tập                          | Cô gái nhìn thấy mùi hương     |
| 2015 | Jang Hyun-sung    | Phim truyền hình đặc biệt            | Heard It Through the Grapevine |
| 2015 | Park Hyuk-kwon    | Phim dài tập                         | Lục long tranh bá              |
| 2016 | Sung Dong-il      | Phim giả tưởng                       | Huyền thoại biển xanh          |
| 2016 | Park Sung-woong   | Phim kịch tính                       | Remember: War of the Son       |
| 2016 | On Joo-wan        | Phim lãng mạn - hài hước             | Beautiful Gong Shim            |
| 2016 | Song Jae-rim      | Phim dài tập                         | Our Gap-soon                   |

### Nữ diễn viên
| Năm  | Người chiến thắng | Hạng mục                             | Phim                         |
| ---- | ----------------- | ------------------------------------ | ---------------------------- |
| 1996 | Yeo Woon-kay      | Không có                             | LA Arirang                   |
| 2007 | Như Quỳnh         | Không có                             | Cô dâu vàng                  |
| 2011 | Song Ok-sook      | Phim truyền hình đặc biệt            | Deep Rooted Tree             |
| 2011 | Lee Mi-sook       | Xây dựng kế hoạch diễn xuất đặc biệt | A Thousand Days' Promise     |
| 2011 | Kim Hye-ok        | Phim dài tập                         | Scent of a Woman             |
| 2012 | Jang Shin-young   | Phim ít tập                          | The Chaser                   |
| 2012 | Lee Jin           | Phim truyền hình đặc biệt            | The Great Seer               |
| 2012 | Kim Jung-nan      | Phim dài tập                         | Phẩm chất quý ông            |
| 2013 | Kim Mi-kyung      | Phim ít tập                          | Master's Sun                 |
| 2013 | Kim Sung-ryung    | Phim truyền hình đặc biệt            | Những người thừa kế          |
| 2013 | Jang Young-nam    | Phim dài tập                         | Nữ thần hôn nhân             |
| 2014 | Jin Kyung         | Phim ít tập                          | Chỉ có thể là yêu, Pinocchio |
| 2014 | Go Doo-shim       | Phim truyền hình đặc biệt            | One Warm Word                |
| 2014 | Kim Hye-sun       | Phim dài tập                         | Cheongdam-dong Scandal       |
| 2015 | Lee Da-hee        | Phim ít tập                          | Quý bà cảnh sát              |
| 2015 | Yoo In-young      | Phim truyền hình đặc biệt            | Mask                         |
| 2015 | Park Han-byul     | Phim dài tập                         | Người tình của tôi           |
| 2016 | Seohyun           | Phim giả tưởng                       | Người tình ánh trăng         |
| 2016 | Jun Hyo-seong     | Phim kịch tính                       | Wanted                       |
| 2016 | Seo Ji-hye        | Phim lãng mạn - hài hước             | Muôn kiểu ghen tuông         |
| 2016 | Kim So-eun        | Phim dài tập                         | Our Gap-soon                 |

## Giải dành cho diễn viên chính
| Năm  | Người chiến thắng | Phim                 |
| ---- | ----------------- | -------------------- |
| 2006 | Kim Myung-min     | Bad Family           |
| 2006 | Kim Jung-eun      | Lovers               |
| 2007 | Lee Beom-soo      | Bác sĩ Bong Dal-hee  |
| 2007 | Bae Jong-ok       | My Husband's Woman   |
| 2008 | Bong Tae-gyu      | Working Mom          |
| 2008 | Moon Jung-hee     | Thành phố ngọt ngào  |
| 2009 | Jung Kyung-ho     | Công chúa Ja-myung   |
| 2009 | Yoon Jung-hee     | Vinh quang gia tộc   |
| 2010 | Cha In-pyo        | Đại nghiệp           |
| 2010 | Park Sang-min     | Cuộc đời lớn         |
| 2010 | Han Hye-jin       | Jejungwon            |
| 2011 | Song Joong-ki     | Deep Rooted Tree     |
| 2011 | Lee Yo-won        | 49 ngày              |
| 2012 | Park Geun-hyung   | The Chaser           |
| 2012 | Chae Shi-ra       | Năm ngón tay         |
| 2013 | Lee Bo-young      | Đôi tai ngoại cảm    |
| 2014 | Jun Ji-hyun       | Vì sao đưa anh tới   |
| 2015 | Kim Rae-won       | Punch                |
| 2018 | Um Ki-joon        | Heart Surgeons       |
| 2018 | Nam Sang-mi       | Let Me Introduce Her |
| 2019 | Jang Na-ra        | VIP                  |
| 2020 | Joo Won           | Alice                |

## Top 10 Ngôi sao nổi tiếng
| Năm  | Người chiến thắng | Phim                                              |
| ---- | ----------------- | ------------------------------------------------- |
| 2001 | Cho Jae-hyun      | Piano                                             |
| 2001 | Choi Ji-woo       | Beautiful Days                                    |
| 2001 | Do Ji-won         | Ladies of the Palace                              |
| 2001 | Jeon In-hwa       | Ladies of the Palace                              |
| 2001 | Kang Soo-yeon     | Ladies of the Palace                              |
| 2001 | Kim Min-jong      | Guardian Angel                                    |
| 2001 | Lee Byung-hun     | Beautiful Days                                    |
| 2001 | Ryu Si-won        | Beautiful Days                                    |
| 2001 | Song Hye-kyo      | Guardian Angel                                    |
| 2001 | Song Seung-heon   | Law Firm                                          |
| 2002 | Ahn Jae-mo        | Rustic Period                                     |
| 2002 | Go Soo            | Age of Innocence                                  |
| 2002 | Han Jae-suk       | Great Ambition, Glass Slippers                    |
| 2002 | Jang Hyuk         | Great Ambition, Successful Story of a Bright Girl |
| 2002 | Jang Na-ra        | Successful Story of a Bright Girl                 |
| 2002 | Jeon Do-yeon      | Shoot for the Stars                               |
| 2002 | Jo In-sung        | Shoot for the Stars                               |
| 2002 | Kim Hyun-joo      | Glass Slippers                                    |
| 2002 | Kim Jaewon        | Romance                                           |
| 2002 | So Yoo-jin        | Rival                                             |
| 2003 | Cha In-pyo        | Perfect Love                                      |
| 2003 | Choi Myung-gil    | South of the Sun                                  |
| 2003 | Choi Ji-woo       | Stairway to Heaven                                |
| 2003 | Kim Hee-ae        | Perfect Love                                      |
| 2003 | Kim Yeong-cheol   | Rustic Period                                     |
| 2003 | Kwon Sang-woo     | Stairway to Heaven, Into the Sun                  |
| 2003 | Lee Byung-hun     | All In                                            |
| 2003 | So Ji-sub         | Thousand Years of Love                            |
| 2003 | Song Hye-kyo      | All In                                            |
| 2003 | Sung Yu-ri        | Thousand Years of Love                            |
| 2004 | Ha Ji-won         | Something Happened in Bali                        |
| 2004 | Ji Sung           | Save the Last Dance for Me                        |
| 2004 | Jo In-sung        | Something Happened in Bali                        |
| 2004 | Kim Hyun-joo      | Miss Kim's Million Dollar Quest                   |
| 2004 | Kim Jung-eun      | Lovers in Paris                                   |
| 2004 | Kim Rae-won       | Love Story in Harvard                             |
| 2004 | Kim Tae-hee       | Love Story in Harvard                             |
| 2004 | Lee Dong-gun      | Stained Glass, Lovers in Paris                    |
| 2004 | Park Shin-yang    | Lovers in Paris                                   |
| 2004 | Song Yun-ah       | Into the Storm                                    |
| 2005 | Go Hyun-jung      | Spring Day                                        |
| 2005 | Go Soo            | Green Rose                                        |
| 2005 | Jeon Do-yeon      | Lovers in Prague                                  |
| 2005 | Jo Hyun-jae       | Only You                                          |
| 2005 | Jo In-sung        | Spring Day                                        |
| 2005 | Joo Jin-mo        | Fashion 70's                                      |
| 2005 | Kim Hyun-joo      | The Land                                          |
| 2005 | Kim Joo-hyuk      | Lovers in Prague                                  |
| 2005 | Kim Min-jung      | Fashion 70's                                      |
| 2005 | Lee Yo-won        | Fashion 70's                                      |
| 2006 | Han Hye-sook      | Dear Heaven                                       |
| 2006 | Kim Jung-eun      | Lovers                                            |
| 2006 | Kim Kap-soo       | Yeon Gaesomun                                     |
| 2006 | Lee Bo-young      | Queen of the Game                                 |
| 2006 | Lee Da-hae        | My Girl                                           |
| 2006 | Lee Seo-jin       | Lovers                                            |
| 2006 | Eric Mun          | Invincible Parachute Agent                        |
| 2006 | Park Jin-hee      | Please Come Back, Soon-ae                         |
| 2006 | Shim Hye-jin      | Please Come Back, Soon-ae                         |
| 2006 | Son Ye-jin        | Alone in Love                                     |
| 2007 | Jun Kwang-ryul    | The King and I                                    |
| 2007 | Kim Hee-ae        | My Husband's Woman                                |
| 2007 | Lee Beom-soo      | Surgeon Bong Dal-hee                              |
| 2007 | Lee Yo-won        | Surgeon Bong Dal-hee                              |
| 2007 | Lee Young-ah      | Golden Bride                                      |
| 2007 | Oh Ji-ho          | Get Karl! Oh Soo-jung                             |
| 2007 | Park Jin-hee      | War of Money                                      |
| 2007 | Park Shin-yang    | War of Money                                      |
| 2007 | Shin Eun-kyung    | Bad Couple                                        |
| 2007 | Song Chang-eui    | Golden Bride                                      |
| 2008 | Ahn Nae-sang      | First Wives' Club                                 |
| 2008 | Han Ye-seul       | Tazza                                             |
| 2008 | Jang Hyuk         | Tazza                                             |
| 2008 | Kim Ha-neul       | On Air                                            |
| 2008 | Kim Rae-won       | Gourmet                                           |
| 2008 | Lee Joon-gi       | Iljimae                                           |
| 2008 | Moon Geun-young   | Painter of the Wind                               |
| 2008 | Oh Hyun-kyung     | First Wives' Club                                 |
| 2008 | Park Yong-ha      | On Air                                            |
| 2008 | Song Yun-ah       | On Air                                            |
| 2009 | Bae Soo-bin       | Brilliant Legacy                                  |
| 2009 | Cha Seung-won     | City Hall                                         |
| 2009 | Han Hyo-joo       | Brilliant Legacy                                  |
| 2009 | Jang Keun-suk     | You're Beautiful                                  |
| 2009 | Jang Seo-hee      | Temptation of Wife                                |
| 2009 | Kim Hye-soo       | Style                                             |
| 2009 | Kim Sun-a         | City Hall                                         |
| 2009 | Lee Seung-gi      | Brilliant Legacy                                  |
| 2009 | Lee Soo-kyung     | Loving You a Thousand Times                       |
| 2009 | So Ji-sub         | Cain and Abel                                     |
| 2010 | Go Hyun-jung      | Daemul                                            |
| 2010 | Ha Ji-won         | Secret Garden                                     |
| 2010 | Hyun Bin          | Secret Garden                                     |
| 2010 | Jeong Bo-seok     | Giant                                             |
| 2010 | Kim So-yeon       | Prosecutor Princess, Dr. Champ                    |
| 2010 | Kwon Sang-woo     | Daemul                                            |
| 2010 | Lee Beom-soo      | Giant                                             |
| 2010 | Lee Seung-gi      | My Girlfriend Is a Nine-Tailed Fox                |
| 2010 | Park Jin-hee      | Giant                                             |
| 2010 | Shin Min-ah       | My Girlfriend Is a Nine-Tailed Fox                |
| 2011 | Choi Kang-hee     | Protect the Boss                                  |
| 2011 | Han Suk-kyu       | Deep Rooted Tree                                  |
| 2011 | Jang Hyuk         | Deep Rooted Tree                                  |
| 2011 | Ji Sung           | Protect the Boss                                  |
| 2011 | Kim Rae-won       | A Thousand Days' Promise                          |
| 2011 | Kim Sun-a         | Scent of a Woman                                  |
| 2011 | Lee Dong-wook     | Scent of a Woman                                  |
| 2011 | Lee Min-ho        | City Hunter                                       |
| 2011 | Lee Yo-won        | 49 Days                                           |
| 2011 | Soo Ae            | A Thousand Days' Promise                          |
| 2012 | Chae Shi-ra       | Five Fingers                                      |
| 2012 | Han Ji-min        | Rooftop Prince                                    |
| 2012 | Jang Dong-gun     | A Gentleman's Dignity                             |
| 2012 | Jung Ryeo-won     | History of a Salaryman                            |
| 2012 | Kim Ha-neul       | A Gentleman's Dignity                             |
| 2012 | Lee Min-ho        | Faith                                             |
| 2012 | Park Yoochun      | Rooftop Prince                                    |
| 2012 | Shin Eun-kyung    | Still You                                         |
| 2012 | So Ji-sub         | Phantom                                           |
| 2012 | Son Hyun-joo      | The Chaser                                        |
| 2013 | Jo In-sung        | That Winter, the Wind Blows                       |
| 2013 | Kim Woo-bin       | The Heirs                                         |
| 2013 | Lee Bo-young      | I Can Hear Your Voice                             |
| 2013 | Lee Jong-suk      | I Can Hear Your Voice                             |
| 2013 | Lee Min-ho        | The Heirs                                         |
| 2013 | Lee Yo-won        | Empire of Gold                                    |
| 2013 | Nam Sang-mi       | Goddess of Marriage                               |
| 2013 | Park Shin-hye     | The Heirs                                         |
| 2013 | So Ji-sub         | Master's Sun                                      |
| 2013 | Song Hye-kyo      | That Winter, the Wind Blows                       |
| 2014 | Han Ye-seul       | Birth of a Beauty                                 |
| 2014 | Hwang Jung-eum    | Endless Love                                      |
| 2014 | Jo In-sung        | It's Okay, That's Love                            |
| 2014 | Joo Sang-wook     | Birth of a Beauty                                 |
| 2014 | Jun Ji-hyun       | My Love from the Star                             |
| 2014 | Kim Soo-hyun      | My Love from the Star                             |
| 2014 | Lee Je-hoon       | Secret Door                                       |
| 2014 | Lee Jong-suk      | Pinocchio, Doctor Stranger                        |
| 2014 | Park Shin-hye     | Pinocchio                                         |
| 2014 | Park Yoochun      | Three Days                                        |
| 2015 | Joo Won           | Yong-pal                                          |
| 2015 | Kim Hyun-joo      | I Have a Lover                                    |
| 2015 | Ju Ji-hoon        | Mask                                              |
| 2015 | Kim Tae-hee       | Yong-pal                                          |
| 2015 | Yoo Ah-in         | Six Flying Dragons                                |
| 2015 | Moon Geun-young   | The Village: Achiara's Secret                     |
| 2015 | Cho Jae-hyun      | Punch                                             |
| 2015 | Shin Se-kyung     | The Girl Who Sees Smells, Six Flying Dragons      |
| 2015 | Ji Jin-hee        | I Have a Lover                                    |
| 2015 | Park Yoochun      | The Girl Who Sees Smells                          |
| 2016 | Kim Sung-ryung    | Mrs. Cop 2                                        |
| 2016 | Namkoong Min      | Beautiful Gong Shim                               |
| 2016 | Park Shin-hye     | Doctors                                           |
| 2016 | Lee Joon-gi       | Moon Lovers: Scarlet Heart Ryeo                   |
| 2016 | Jo Jung-suk       | Jealousy Incarnate                                |
| 2016 | Lee Min-ho        | Legend of the Blue Sea                            |
| 2016 | Jun Ji-hyun       | Legend of the Blue Sea                            |
| 2016 | Seo Hyun-jin      | Romantic Doctor, Teacher Kim                      |
| 2016 | Han Suk-kyu       | Romantic Doctor, Teacher Kim                      |

## Giải thưởng Ngôi sao lớn
| Năm  | Người chiến thắng | Phim                                  |
| ---- | ----------------- | ------------------------------------- |
| 2000 | Cha Tae-hyun      | Juliet's Man                          |
| 2000 | Choi Min-soo      | Legends of Love                       |
| 2000 | Go Doo-shim       | Virtue                                |
| 2000 | Go Hyun-jung      |                                       |
| 2000 | Kim Hee-sun       | Tomato                                |
| 2000 | Kim Min-jong      | Ghost                                 |
| 2000 | Kim Sang-joong    | Legends of Love, SWAT Police          |
| 2000 | Kim Young-ae      | Cheers for Women                      |
| 2000 | Lee Byung-hun     | Happy Together, Love Story: Sunflower |
| 2000 | Lee Seung-yeon    | Legends of Love, Medical Center       |
| 2000 | Lee Young-ae      | Fireworks                             |
| 2000 | Park Yeong-gyu    | Virtue                                |
| 2000 | Shim Eun-ha       | Trap of Youth                         |
| 2000 | Song Yun-ah       | Love Story: Lost Baggage              |

## Giải dành cho diễn viên mới

### Nam diễn viên mới xuất sắc nhất
| Năm  | Người chiến thắng | Phim                                                                      |
| ---- | ----------------- | ------------------------------------------------------------------------- |
| 1996 | Jung Heung-chae   | Im Kkeokjeong                                                             |
| 1998 | Kim Suk-hoon      | Letters Written on a Cloudy Day                                           |
| 1998 | Ryu Jin           |                                                                           |
| 2000 | Jang Hyuk         | Wang Rung's Land                                                          |
| 2000 | So Ji-sub         | Love Story: Miss Hip-hop and Mr. Rock, Wang Rung's Land, Cheers for Women |
| 2017 | Yang Se-jong      | Temperature of Love                                                       |

### Nữ diễn viên mới xuất sắc nhất
| Năm  | Người chiến thắng | Phim                           |
| ---- | ----------------- | ------------------------------ |
| 1995 | Hwang Soo-jung    | Thaw                           |
| 1996 | Im Sang-ah        | Flames of Ambition             |
| 1998 | Lee Tae-ran       | Soonpoong Clinic               |
| 1998 | Kim Hyun-joo      | I Love You, I Love You         |
| 1999 | Kang Sung-yeon    | Happy Together                 |
| 2000 | Hwang In-young    | SWAT Police                    |
| 2000 | Kim Min-hee       | Juliet's Man                   |
| 2000 | Kim Yoo-mi        | SWAT Police, Wrath of an Angel |
| 2017 | Kim Da-som        | Band of Sisters                |

### Giải thưởng dành cho ngôi sao mới phim truyền hình
| Năm  | Người chiến thắng | Phim                                                  |
| ---- | ----------------- | ----------------------------------------------------- |
| 2001 | Go Soo            | Piano                                                 |
| 2001 | Gong Hyo-jin      | Wonderful Days                                        |
| 2001 | Ji Sung           | Wonderful Days                                        |
| 2001 | Jo In-sung        | Piano                                                 |
| 2001 | Lee Yoo-jin       | Beautiful Days                                        |
| 2001 | Park Jung-chul    | Legend                                                |
| 2001 | Ryoo Seung-bum    | Wonderful Days                                        |
| 2002 | Han Eun-jung      | Successful Story of a Bright Girl                     |
| 2002 | Kim Jaewon        | Rival                                                 |
| 2002 | Kim Jung-hwa      | Glass Slippers                                        |
| 2002 | Kim Min-jung      | Rival                                                 |
| 2002 | Kwon Sang-woo     | We Are Dating Now                                     |
| 2002 | Lee Yo-won        | Great Ambition                                        |
| 2002 | Park Sol-mi       | Bad Girls                                             |
| 2002 | Ryu Soo-young     | Successful Story of a Bright Girl                     |
| 2002 | Sung Yu-ri        | Bad Girls                                             |
| 2003 | Choi Jung-won     | Long Live Love                                        |
| 2003 | Gong Yoo          | Screen                                                |
| 2003 | Jo Hyun-jae       | First Love                                            |
| 2003 | Kim Nam-jin       | Thousand Years of Love                                |
| 2003 | Kim Tae-hee       | Stairway to Heaven                                    |
| 2003 | Lee Dong-wook     | Land of Wine                                          |
| 2003 | Park Han-byul     | My Fair Lady                                          |
| 2003 | Shin Min-ah       | Punch                                                 |
| 2003 | So Yi-hyun        | Punch                                                 |
| 2003 | Yoo Min           | A Problem at My Younger Brother's House               |
| 2004 | Eugene            | Save the Last Dance for Me                            |
| 2004 | Jeong Da-bin      | My 19 Year Old Sister-in-Law                          |
| 2004 | Jo An             | The Land                                              |
| 2004 | Kim Sung-soo      | Stained Glass                                         |
| 2004 | Yoo Sun           | Little Women                                          |
| 2005 | Chun Jung-myung   | Fashion 70's                                          |
| 2005 | Hyun Young        | Fashion 70's                                          |
| 2005 | Cho Yeon-woo      | Dear Heaven, Bad Housewife                            |
| 2005 | Lee Bo-young      | Ballad of Seodong                                     |
| 2005 | Lee Jae-hwang     | That Summer's Typhoon, Tears of Diamond               |
| 2005 | Lee Kyu-han       | Love Needs a Miracle                                  |
| 2005 | Lee Tae-gon       | Dear Heaven                                           |
| 2005 | Yoon Jung-hee     | Dear Heaven                                           |
| 2005 | Yoon Se-ah        | Lovers in Prague                                      |
| 2006 | Go Ara            | Snow Flower                                           |
| 2006 | Kang Ji-sub       | Common Single                                         |
| 2006 | Claudia Kim       | Queen of the Game                                     |
| 2006 | Lee Ha-na         | Alone in Love                                         |
| 2006 | Lee Jin-wook      | Alone in Love                                         |
| 2006 | Park Si-yeon      | My Girl                                               |
| 2006 | Yoon Ji-min       | Invincible Parachute Agent                            |
| 2006 | Yoon Sang-hyun    | Common Single                                         |
| 2007 | Choi Yeo-jin      | Bác sĩ Bong Dal-hee                                   |
| 2007 | Han Ki-joo        |                                                       |
| 2007 | Ku Hye-sun        | The King and I                                        |
| 2007 | Lee Ji-hyun       | A Good Day to Love                                    |
| 2007 | Lee Young-eun     | Cuộc chiến kim tiền                                   |
| 2007 | Park Si-hoo       | How to Meet a Perfect Neighbor                        |
| 2007 | Ryu Tae-joon      |                                                       |
| 2007 | Shin Dong-wook    | Cuộc chiến kim tiền                                   |
| 2007 | Song Jong-ho      | Bác sĩ Bong Dal-hee                                   |
| 2007 | Wang Bit-na       |                                                       |
| 2008 | Bae Soo-bin       | Hoạ sĩ gió                                            |
| 2008 | Cha Ye-ryun       | Working Mom                                           |
| 2008 | Chae Young-in     | Sự quyến rũ của người vợ                              |
| 2008 | Ha Seok-jin       | I Am Happy                                            |
| 2008 | Han Hyo-joo       | Iljimae                                               |
| 2008 | Im Jung-eun       | Aquarius                                              |
| 2008 | Ji Hyun-woo       | Thành phố ngọt ngào                                   |
| 2008 | Lee Joon-hyuk     | Khi những bà nội trợ hành động                        |
| 2008 | Lee Sang-woo      | Khi những bà nội trợ hành động                        |
| 2008 | Moon Chae-won     | Hoạ sĩ gió                                            |
| 2008 | Yoon So-yi        | Lâu đài thuỷ tinh                                     |
| 2009 | Jin Tae-hyun      | Thiên thần quyến rũ                                   |
| 2009 | Jung Gyu-woon     | Ngàn lần yêu em                                       |
| 2009 | Jung Yong-hwa     | Cô nàng đẹp trai                                      |
| 2009 | Kim Bum           | Dream                                                 |
| 2009 | Lee Hong-gi       | Cô nàng đẹp trai                                      |
| 2009 | Lee Min-jung      | Nơi tình yêu bắt đầu                                  |
| 2009 | Lee So-yeon       | Thiên thần quyến rũ                                   |
| 2009 | Lee Tae-im        | Don't Hesitate                                        |
| 2009 | Lee Yong-woo      | Style                                                 |
| 2009 | Oh Young-shil     | Sự quyến rũ của người vợ                              |
| 2009 | Park Shin-hye     | Cô nàng đẹp trai                                      |
| 2009 | Son Dam-bi        | Dream                                                 |
| 2010 | Choi Siwon        | Oh! My Lady                                           |
| 2010 | Ham Eun-jung      | Coffee House                                          |
| 2010 | Han Chae-ah       | Definitely Neighbors                                  |
| 2010 | Hwang Jung-eum    | Cuộc đời lớn                                          |
| 2010 | Joo Sang-wook     | Cuộc đời lớn                                          |
| 2010 | Kim Soo-hyun      | Cuộc đời lớn                                          |
| 2010 | Nam Gyu-ri        | Life Is Beautiful                                     |
| 2010 | No Min-woo        | My Girlfriend Is a Nine-Tailed Fox                    |
| 2011 | Goo Hara          | City Hunter                                           |
| 2011 | Im Soo-hyang      | New Tales of Gisaeng                                  |
| 2011 | Ji Chang-wook     | Warrior Baek Dong-soo                                 |
| 2011 | Jin Se-yeon       | My Daughter the Flower                                |
| 2011 | Jeong Yu-mi       | A Thousand Days' Promise                              |
| 2011 | Kim Jaejoong      | Bảo vệ ông chủ                                        |
| 2011 | Lee Jae-yoon      | My Love By My Side                                    |
| 2011 | Seo Hyo-rim       | Scent of a Woman                                      |
| 2011 | Shin Hyun-bin     | Warrior Baek Dong-soo                                 |
| 2011 | Sung Hoon         | New Tales of Gisaeng                                  |
| 2011 | Wang Ji-hye       | Bảo vệ ông chủ                                        |
| 2012 | Choi Minho        | To the Beautiful You                                  |
| 2012 | Go Joon-hee       | The Chaser                                            |
| 2012 | Jung Eun-woo      | Five Fingers                                          |
| 2012 | Kwon Yuri         | Fashion King                                          |
| 2012 | Lee Hyun-woo      | To the Beautiful You                                  |
| 2012 | Lee Jong-hyun     | A Gentleman's Dignity                                 |
| 2012 | Park Hyo-joo      | The Chaser                                            |
| 2012 | Park Se-young     | Faith                                                 |
| 2012 | Sulli             | To the Beautiful You                                  |
| 2012 | Yoon Jin-yi       | A Gentleman's Dignity                                 |
| 2013 | Choi Jin-hyuk     | Những người thừa kế                                   |
| 2013 | Lim Ju-hwan       | Ugly Alert                                            |
| 2013 | Jung Eun-ji       | Gió Đông năm ấy                                       |
| 2013 | Kang Min-hyuk     | Những người thừa kế                                   |
| 2013 | Kang So-ra        | Ugly Alert                                            |
| 2013 | Kim Ji-won        | Những người thừa kế                                   |
| 2013 | Kim So-hyun       | The Suspicious Housekeeper                            |
| 2013 | Kim Yoo-ri        | Cheongdam-dong Alice, Master's Sun                    |
| 2013 | Lee Da-hee        | I Can Hear Your Voice                                 |
| 2013 | Seo In-guk        | Master's Sun                                          |
| 2014 | Ahn Jae-hyun      | Vì sao đưa anh tới                                    |
| 2014 | Han Groo          | One Warm Word                                         |
| 2014 | Han Sunhwa        | God's Gift - 14 Days                                  |
| 2014 | Kang Ha-neul      | Angel Eyes                                            |
| 2014 | Kim Yoo-jung      | Secret Door                                           |
| 2014 | Kim Young-kwang   | Pinocchio                                             |
| 2014 | Lee Yu-bi         | Pinocchio                                             |
| 2014 | Nam Bo-ra         | Only Love                                             |
| 2014 | Park Seo-joon     | One Warm Word                                         |
| 2014 | Seo Ha-joon       | Only Love                                             |
| 2015 | Son Ho-jun        | Quý bà cảnh sát                                       |
| 2015 | Gong Seung-yeon   | Heard It Through the Grapevine, Lục long tranh bá     |
| 2015 | Go Ah-sung        | Heard It Through the Grapevine                        |
| 2015 | Yoon Kyun-sang    | The Time We Were Not in Love, Lục long tranh bá       |
| 2015 | Byun Yo-han       | Lục long tranh bá                                     |
| 2015 | Lee Yeol-eum      | The Village: Achiara's Secret, Divorce Lawyer in Love |
| 2015 | Lee Elijah        | The Return of Hwang Geum-bok                          |
| 2015 | Park Hyung-sik    | Giới thượng lưu                                       |
| 2015 | Yook Sungjae      | The Village: Achiara's Secret                         |
| 2015 | Lim Ji-yeon       | Giới thượng lưu                                       |
| 2016 | Go Kyung-pyo      | Muôn kiểu ghen tuông                                  |
| 2016 | Lee Hye-ri        | Entertainer                                           |
| 2016 | Bang Min-ah       | Beautiful Gong Shim                                   |
| 2016 | Kim Min-seok      | Chuyện tình bác sĩ                                    |
| 2016 | Moon Ji-in        | Chuyện tình bác sĩ                                    |
| 2016 | Byun Baek-hyun    | Người tình ánh trăng                                  |
| 2016 | Kim Min-jae       | Người thầy y đức                                      |
| 2016 | Kwak Si-yang      | The Second Last Love                                  |
| 2016 | Jung Hae-in       | Yes, That's How It Is                                 |

## Giải dành cho diễn viên trẻ

### Nam diễn viên trẻ xuất sắc nhất
| Năm  | Người chiến thắng | Phim                     |
| ---- | ----------------- | ------------------------ |
| 1996 | Jung Soo-beom     | 육동일                   |
| 1996 | Ahn Sung-tae      | 권해광                   |
| 1998 | Kim Sung-min      | Soonpoong Clinic         |
| 2000 | Lee Jung-yoon     | Virtue                   |
| 2001 | Kwon Oh-min       |                          |
| 2001 | Oh Seung-yoon     |                          |
| 2002 | Kwak Jung-wook    | Rustic Period            |
| 2003 | Park Ji-bin       | Perfect Love             |
| 2004 | Kim Young-chan    | Lovers in Paris          |
| 2006 | Kim Ji-han        |                          |
| 2007 | Yoo Seung-ho      | The King and I           |
| 2008 | Yeo Jin-goo       | Iljimae                  |
| 2009 | Jung Yun-seok     | Sự quyến rũ của người vợ |

### Nữ diễn viên trẻ xuất sắc nhất
| Năm  | Người chiến thắng | Phim                      |
| ---- | ----------------- | ------------------------- |
| 1996 | Kwak Se-ryun      | The Brothers' River       |
| 1998 | Kim Sung-eun      | Soonpoong Clinic          |
| 2000 | Shin Ji-soo       | Virtue                    |
| 2001 | Eun Seo-woo       |                           |
| 2002 | Kim Soo-min       | Affection                 |
| 2003 | Kim Won-mi        | Perfect Love              |
| 2003 | Park Shin-hye     | Nấc thang lên thiên đường |
| 2004 | Bae Na-yeon       | The Land                  |
| 2005 | Byun Joo-yeon     | Fashion 70's              |
| 2005 | Lee Young-yoo     | Bad Housewife             |
| 2006 | Nam Ji-hyun       | My Love                   |
| 2007 | Joo Min-soo       | Bác sĩ Bong Dal-hee       |
| 2008 | Kim Yoo-jung      | Hoạ sĩ gió                |
| 2009 | Kim Su-jung       | Two Wives                 |
| 2017 | Kim Ji-min        | Super Family 2017         |

## Giải Ấn tượng

### Giải do cộng đồng mạng bầu chọn
| Năm  | Người chiến thắng | Phim                                              |
| ---- | ----------------- | ------------------------------------------------- |
| 1996 | Jung Chan         | August Bride                                      |
| 1996 | Kim Ji-ho         | August Bride                                      |
| 1996 | Kim Won-hee       |                                                   |
| 1996 | Lee Young-beom    | LA Arirang                                        |
| 1998 | Kim Nam-joo       | Steal My Heart                                    |
| 1998 | Kim So-yeon       | Soonpoong Clinic, Winners, I Love You, I Love You |
| 1998 | Song Seung-heon   | Winners                                           |
| 1999 | Cha Tae-hyun      | Happy Together                                    |
| 1999 | Jun Ji-hyun       | Happy Together                                    |
| 1999 | Jung Woong-in     | Eun-shil, Waves                                   |
| 2000 | Cha Tae-hyun      | Juliet's Man                                      |
| 2000 | Chae Rim          | Cheers for Women                                  |
| 2001 | Go Soo            | Piano                                             |
| 2001 | Kim Ha-neul       | Piano                                             |
| 2001 | Park Sun-young    | Wonderful Days                                    |
| 2001 | Yoon Da-hoon      | Guardian Angel                                    |
| 2002 | Jo In-sung        | Shoot for the Stars                               |
| 2002 | Kim Jaewon        | Rival                                             |
| 2002 | Kim Min-hee       | Age of Innocence                                  |
| 2002 | So Yoo-jin        | Rival                                             |
| 2004 | Kim Rae-won       | Chuyện tình Harvard                               |
| 2004 | Kim Tae-hee       | Chuyện tình Harvard                               |
| 2005 | Jo In-sung        | Spring Day                                        |
| 2005 | Kim Hyun-joo      | The Land                                          |
| 2006 | Lee Seo-jin       | Lovers                                            |
| 2006 | Park Jin-hee      | Bà xã tôi đâu                                     |
| 2007 | Park Shin-yang    | Cuộc chiến kim tiền                               |
| 2007 | Lee Yo-won        | Bác sĩ Bong Dal-hee                               |
| 2008 | Lee Joon-gi       | Iljimae                                           |
| 2009 | Jang Keun-suk     | Cô nàng đẹp trai                                  |
| 2010 | Hyun Bin          | Khu vườn bí mật                                   |
| 2010 | Ha Ji-won         | Khu vườn bí mật                                   |
| 2011 | Lee Min-ho        | Thợ săn thành phố                                 |
| 2011 | Choi Kang-hee     | Bảo vệ ông chủ                                    |
| 2012 | Park Yoochun      | Hoàng tử gác mái                                  |
| 2012 | Kim Ha-neul       | Phẩm chất quý ông                                 |
| 2013 | Lee Min-ho        | Những người thừa kế                               |
| 2014 | Kim Soo-hyun      | Vì sao đưa anh tới                                |
| 2015 | Kim Hyun-joo      | I Have a Lover                                    |

### Giải SBSi
| Năm  | Người chiến thắng | Phim               |
| ---- | ----------------- | ------------------ |
| 2000 | Cha Tae-hyun      | Juliet's Man       |
| 2000 | Kim Hee-sun       | Tomato             |
| 2001 | Lee Byung-hun     | Beautiful Days     |
| 2001 | Song Hye-kyo      | Guardian Angel     |
| 2002 | Kim Jaewon        | Romance            |
| 2002 | Kim Hyun-joo      | Glass Slippers     |
| 2003 | Kwon Sang-woo     | Stairway to Heaven |
| 2003 | Kim Hee-ae        | Perfect Love       |

## Cặp đôi đẹp nhất
| Năm  | Cặp đôi chiến thắng              | Phim                     |
| ---- | -------------------------------- | ------------------------ |
| 2007 | Kim Byung-se và Ha Yoo-mi        | Người tình của chồng tôi |
| 2007 | Lee Beom-soo và Lee Yo-won       | Bác sĩ Bong Dal-hee      |
| 2008 | Moon Chae-won và Moon Geun-young | Hoạ sĩ gió               |
| 2009 | Lee Seung-gi và Han Hyo-joo      | Người thừa kế sáng giá   |
| 2010 | Hyun Bin và Ha Ji-won            | Khu vườn bí mật          |
| 2010 | Joo Sang-wook và Hwang Jung-eum  | Cuộc đời lớn             |
| 2010 | Lee Seung-gi và Shin Min-ah      | Bạn gái tôi là Hồ ly     |
| 2011 | Ji Sung và Choi Kang-hee         | Bảo vệ ông chủ           |
| 2012 | Kim Min-jong và Yoon Jin-yi      | Phẩm chất quý ông        |
| 2012 | Park Yoochun và Han Ji-min       | Hoàng tử gác mái         |
| 2013 | Lee Min-ho và Park Shin-hye      | Những người thừa kế      |
| 2014 | Jo In-sung và Gong Hyo-jin       | Chỉ có thể là yêu        |
| 2014 | Joo Sang-wook và Han Ye-seul     | Mỹ nhân                  |
| 2014 | Kim Soo-hyun và Jun Ji-hyun      | Vì sao đưa anh tới       |
| 2014 | Lee Jong-suk và Park Shin-hye    | Pinocchio                |
| 2015 | Joo Won và Kim Tae-hee           | Thiên tài lang băm       |
| 2015 | Yoo Ah-in và Shin Se-kyung       | Lục long tranh bá        |
| 2015 | Ji Jin-hee và Kim Hyun-joo       | I Have a Lover           |
| 2016 | Yoo Yeon-seok và Seo Hyun-jin    | Người thầy y đức         |
| 2016 | Lee Joon-gi và Lee Ji-eun        | Người tình ánh trăng     |
| 2016 | Lee Min-ho và Jun Ji-hyun        | Huyền thoại biển xanh    |
| 2017 | Lee Jong-suk và Bae Suzy         | Khi nàng say giấc        |
| 2018 | Kam Woo-sung và Kim Sun-ah       | Should We Kiss First?    |
| 2019 | Lee Seung-gi và Bae Suzy         | Vagabond                 |
| 2020 | Kim Min-jae và Park Eun-bin      | Luyến mộ                 |
| 2021 | Ahn Hyo-seop và Kim Yoo-jung     | Bầu trời rực đỏ          |
| 2022 | Ahn Hyo-seop và Kim Se-jeong     | Chuyện tình công sở      |
| 2022 | Kim Min-kyu và Seol In-ah        | Chuyện tình công sở      |

## Phim hài
| Năm  | Hạng mục                                           | Người chiến thắng | Phim                    |
| ---- | -------------------------------------------------- | ----------------- | ----------------------- |
| 1998 | Giải thưởng xuất sắc, Nam diễn viên trong phim hài | Park Yeong-gyu    | Soonpoong Clinic        |
| 1998 | Nam diễn viên xuất sắc nhất trong phim hài         | Choi Chang-min    | How Am I                |
| 1998 | Nữ diễn viên xuất sắc nhất trong phim hài          | Song Hye-kyo      | How Am I                |
| 1999 | Giải Daesang trong thể loại phim hài               | Oh Ji-myeong      | Soonpoong Clinic        |
| 2000 | Giải Daesang trong thể loại phim hài               | Park Yeong-gyu    | Soonpoong Clinic        |
| 2000 | Giải thưởng xuất sắc, Nam diễn viên trong phim hài | Lee Young-beom    | Golbangi                |
| 2000 | Giải thưởng xuất sắc, Nữ diễn viên trong phim hài  | Kim Jung-eun      | March                   |
| 2000 | Nam diễn viên xuất sắc nhất trong phim hài         | Jung So-young     |                         |
| 2000 | Nữ diễn viên xuất sắc nhất trong phim hài          | Kim Hyo-jin       | Golbangi                |
| 2000 | Giải Ấn tượng trong thể loại phim hài              | Pyo In-bong       | Soonpoong Clinic        |
| 2000 | Giải Ấn tượng trong thể loại phim hài              | Um Aing-ran       | March                   |
| 2002 | Giải thưởng xuất sắc, Nam diễn viên trong phim hài | Kim Byung-se      | Dae Bak Family          |
| 2002 | Giải thưởng xuất sắc, Nam diễn viên trong phim hài | Choi Sung-gook    | Dae Bak Family          |
| 2002 | Giải thưởng xuất sắc, Nữ diễn viên trong phim hài  | Jo Mi-ryung       | Dae Bak Family          |
| 2002 | Giải thưởng xuất sắc, Nữ diễn viên trong phim hài  | Lee Yoo-jin       | Girls' High School Days |
| 2003 | Giải thưởng xuất sắc, Nam diễn viên trong phim hài | Park Jun-gyu      | Apgujeong House         |
| 2003 | Giải thưởng xuất sắc, Nữ diễn viên trong phim hài  | Hong Ri-na        | Honest Living           |
| 2004 | Giải thưởng xuất sắc, Nam diễn viên trong phim hài | Baek Yoon-sik     | Apgujeong House         |
| 2004 | Giải thưởng xuất sắc, Nữ diễn viên trong phim hài  | Byun Jung-soo     | You're Not Alone        |

## Giải thưởng dành cho MC
| Năm  | Hạng mục                         | Người chiến thắng             | Chương trình             |
| ---- | -------------------------------- | ----------------------------- | ------------------------ |
| 1998 | MC xuất sắc nhất                 | Seo Se-won                    | Making a Better World    |
| 1998 | MC xuất sắc nhất                 | Lee So-ra                     | TV Entertainment Tonight |
| 2001 | Giải thưởng đặc biệt dành cho MC | Han Seon-gyo                  | Good Morning             |
| 2001 | Giải thưởng đặc biệt dành cho MC | Jung Eun-ah                   | Good Morning             |
| 2001 | Giải thưởng đặc biệt dành cho MC | Jang Jung-jin                 | Inkigayo                 |
| 2002 | Giải thưởng đặc biệt dành cho MC | Lee Kyung-shil, Shin Dong-yup |                          |
| 2003 | Giải thưởng đặc biệt dành cho MC | Kang Ho-dong                  | Beautiful Sunday         |
| 2003 | Giải thưởng đặc biệt dành cho MC | Kim Je-dong                   | Ya Shim Man Man          |
| 2004 | Giải thưởng đặc biệt dành cho MC | Yoo Jae-suk                   |                          |
| 2005 | Giải thưởng đặc biệt dành cho MC | Kang Ho-dong                  | Ya Shim Man Man          |

## Radio
| Năm  | Hạng mục                                                 | Người chiến thắng | Chương trình                      |
| ---- | -------------------------------------------------------- | ----------------- | --------------------------------- |
| 2002 | Giải thưởng đặc biệt dành cho Radio                      | Park Chul         |                                   |
| 2003 | Giải xuất sắc nhất dành cho phát thanh viên trên Radio   | Lee Sook-young    | SBS Power FM                      |
| 2003 | Giải xuất sắc nhất dành cho phát thanh viên trên Radio   | Kim Hak-do        | Wawa Show                         |
| 2003 | Giải xuất sắc nhất dành cho phát thanh viên trên Radio   | Jeon Young-mi     | Wawa Show                         |
| 2003 | Giải xuất sắc nhất dành cho phát thanh viên trên Radio   | Bae Chil-soo      | Wawa Show                         |
| 2004 | Giải thưởng đặc biệt dành cho phát thanh viên trên Radio | Kim Heung-gook    | Korean Special Show (SBS Love FM) |
| 2004 | Giải thưởng đặc biệt dành cho phát thanh viên trên Radio | Park Mi-sun       | Korean Special Show (SBS Love FM) |
| 2004 | Giải thưởng đặc biệt dành cho phát thanh viên trên Radio | Park So-hyun      | Love Game (SBS Power FM)          |
| 2005 | Giải thưởng đặc biệt dành cho phát thanh viên trên Radio | Seo Min-jung      | Our Joyful Young Days             |

## Giải tình bạn
| Năm  | Người chiến thắng | Phim                  |
| ---- | ----------------- | --------------------- |
| 1996 | Nam Po-dong       | The Brothers' River   |
| 2000 | Son Hyun-joo      | The Thief's Daughter  |
| 2001 | Kim Yong-heon     |                       |
| 2002 | Lee Kyeong-ho     |                       |
| 2003 | Ra Jae-woong      | 탤랜트실장            |
| 2004 | Ok Seung-il       |                       |
| 2005 | Kim Dong-kyun     |                       |
| 2006 | Kim Myung-jin     |                       |
| 2007 | Yoo Jung-woo      | Get Karl! Oh Soo-jung |
| 2008 | Do Ki-seok        | Iljimae               |

## Các giải thưởng khác
| Năm  | Hạng mục                                       | Người chiến thắng                       | Phim                            |
| ---- | ---------------------------------------------- | --------------------------------------- | ------------------------------- |
| 1998 | Nhà viết kịch bản xuất sắc nhất                | Heo Sook                                | Mom's Daughter                  |
| 1998 | Giải thưởng đặc biệt                           | Nhóm LA Arirang                         |                                 |
| 2002 | Giải thưởng đặc biệt dành cho PD               | Jang Hyung-il                           |                                 |
| 2006 | Cống hiến trong sản xuất                       | Lee Ho-yeon (DSP Entertainment)         | Yeon Gaesomun, My Girl          |
| 2007 | Cống hiến trong sản xuất                       | Shin Hyun-tak (Mạng truyền hình Samhwa) |                                 |
| 2008 | Cống hiến trong sản xuất                       | Go Dae-hwa                              |                                 |
| 2010 | Giải thưởng phim nhân đạo                      | Không có                                | Definitely Neighbors            |
| 2010 | Giải thưởng phim thuộc nhiều lĩnh vực đời sống | Không có                                | Dr. Champ                       |
| 2010 | Phim truyền hình ấn tượng nhất                 | Không có                                | Secret Garden                   |
| 2010 | Phim truyền hình của năm                       | Không có                                | Giant                           |
| 2016 | Dẫn đầu làn sóng Hallyu                        | Lee Joon-gi                             | Moon Lovers: Scarlet Heart Ryeo |
| 2017 | Phim truyền hình của năm                       | Không có                                | Defendant                       |
| 2017 | Nhân vật của năm                               | Um Ki-joon                              | Defendant                       |

## Dẫn chương trình
| Năm  | Dẫn chương trình                                 |
| ---- | ------------------------------------------------ |
| 1993 | N/A                                              |
| 1994 | N/A                                              |
| 1995 | N/A                                              |
| 1996 | N/A                                              |
| 1997 | N/A                                              |
| 1998 | N/A                                              |
| 1999 | N/A                                              |
| 2000 | N/A                                              |
| 2001 | N/A                                              |
| 2002 | Yoo Jung-hyun và Song Yun-ah                     |
| 2003 | Yoo Jung-hyun và Song Yun-ah                     |
| 2004 | Park Soo-hong và Lee Hyori                       |
| 2005 | Park Sang-won và Kim Hyun-joo                    |
| 2006 | Yoo Jung-hyun, Lee Hoon và Lee Da-hae            |
| 2007 | Kim Yong-man, Ha Hee-ra và Ku Hye-sun            |
| 2008 | Ryu Si-won và Han Ye-seul                        |
| 2009 | Jang Keun-suk, Moon Geun-young và Park Sun-young |
| 2010 | Lee Beom-soo, Park Jin-hee và Lee Soo-kyung      |
| 2011 | Ji Sung và Choi Kang-hee                         |
| 2012 | Lee Dong-wook và Jung Ryeo-won                   |
| 2013 | Lee Hwi-jae Lee Bo-young và Kim Woo-bin          |
| 2014 | Lee Hwi-jae, Park Shin-hye và Park Seo-joon      |
| 2015 | Lee Hwi-jae, Lim Ji-yeon và Yoo Jun-sang         |
| 2016 | Lee Hwi-jae, Jang Keun-suk và Bang Min-ah        |
| 2017 | Shin Dong-yup và Lee Bo-young                    |

## Kỉ lục
- Kỉ lục về giải thưởng cao quý Daesang:
  - Park Shin-yang (2) -  Lovers in Paris (2004), War of Money (2007)
  - Han Suk-kyu (2) -  Deep Rooted Tree (2011), Romantic Doctor, Teacher Kim (2016)
- Người chiến thắng trẻ nhất giải Daesang: Moon Geun-young (21 tuổi) - Painter of the Wind (2008)